# برجيس قدر
بِرجِيْس قَدْر مِيْرزَا مُحَمَّد رَمَضَان عَلِيّ بَهَادُر (بالهندية: बिरजिस क़द्र، بالأردية: برجيس قدر) (تولد: 20 أغسطس 1845 – ممات: 14 أغسطس 1893) هو نواب أوده الثاني عشر وآخر حكام دولة أوده. بعد اندلاع ثورة الهند سنة 1857، أعلنت والدته بيجوم حضرة محل برجيس قدر ملكًا على الدولة بتاريخ 5 يوليو 1857 وأصبحت وصية على العرش. والقيام بالمقاومة ضد البريطانيين. انتهى حكمه بتاريخ 3 مارس 1858 بإستيلاء القوات البريطانية على لكهنؤ.
بعد أن قدموا مقاومة شديدة، فروا إلى كاتماندو في نيبال في العام التالي بعد الاستيلاء على لكهنؤ. وفي كاتماندو أصبح برجيس قدر شاعراً وقام بتنظيم حلقات شعرية. حتى عاد الى الهند في عام 1887 وانتقل إلى ميتابروز وهي أحد أحياء كلكتا. وقد قُتِل برجيس مسمومًا بتاريخ 14 أغسطس 1893 للميلاد، ودفن في السبطين آباد إمامبارا في كلكتة.